# HiRes

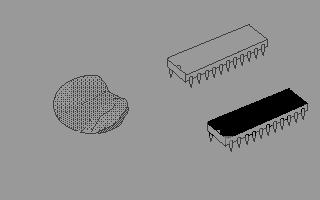
Eine mit geoPaint gezeichnete C64-HiRes-Grafik mit Chips

HiRes (auch Hires oder Hi-Res) ist die Abkürzung für den Begriff High Resolution (engl. hohe Auflösung).

## Verwendung für Computerbildschirme
HiRes wurde von Computerfirmen für die Bildschirmauflösung ihrer Heimcomputer verwendet (z. B. Commodore beim C64 oder Apple beim Apple II). Als Alternative zu HiRes gab es die LoRes (Low Resolution, also niedrige Auflösung).
Die Bildschirmauflösung variierte zwischen den einzelnen Geräteherstellern, im Allgemeinen war aber mit einer Umstellung vom LoRes- zum HiRes-Modus die Umschaltung vom Textmodus in den Grafikmodus gemeint, wodurch von einer Ansteuerung von einzelnen Buchstabenpositionen (Textmodus) dann eine Ansteuerung einzelner Pixel möglich war.
Beim C64 beispielsweise wird die Auflösung nur in der Breite von 160×200 auf 320×200 Pixel erhöht, dabei treten jedoch Begrenzungen der Farbauswahl auf.

## Verwendung in der Audiotechnik
In der Audiotechnik (High Fidelity) werden mit HiRes digitale Musikformate bezeichnet, die eine Abtastrate von mindestens 96 kHz oder eine Samplingtiefe von mindestens 24 Bit haben und damit über den Standard Compact Disc Digital Audio hinausgehen. Musikkonsumenten versprechen sich davon eine höhere Klangqualität.
Aus wissenschaftlicher Sicht lässt sich eine hörbare Verbesserung der Klangqualität durch eine höhere Abtastrate respektive größere Samplingtiefe nicht belegen. Dies folgt aus Betrachtungen der Hörfähigkeit des menschlichen Ohrs, aus theoretischen Überlegungen (Nyquist-Shannon-Abtasttheorem) und aus empirischen Untersuchungen (Blindtests). 
Wird beim Mastering einer Tonaufnahme korrekt Dithering eingesetzt, bringt eine größere Samplingtiefe keine hörbare Verbesserung der Klangqualität.